# Euchalcia biezankoi
Euchalcia biezankoi is een vlinder uit de familie uilen (Noctuidae). De wetenschappelijke naam is voor het eerst geldig gepubliceerd in 1965 door Alberti.
De soort komt voor in Europa.